# Tannenberg (Schriftart)

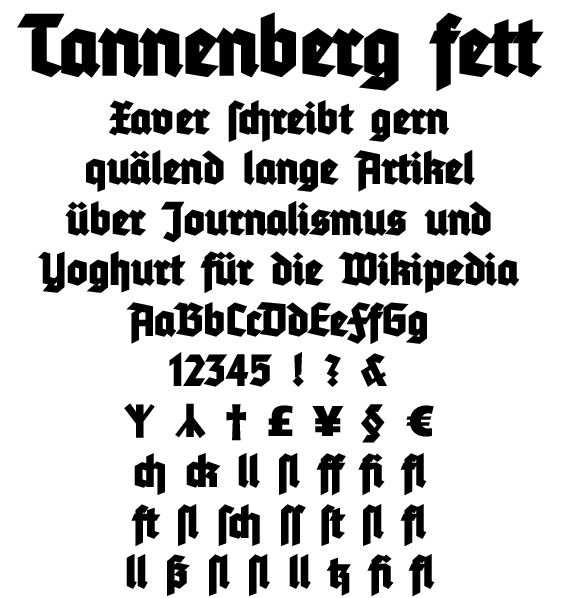
Beispieltext der Schriftart „Tannenberg fett“, mit einigen Sonderzeichen und Ligaturen

Die Schriftart Tannenberg ist eine gebrochene-Grotesk-Schrift. Sie ist eine Akzidenzschrift und wurde zwischen 1933 und 1935 von Erich Meyer bei der Schriftgießerei D. Stempel AG in Frankfurt am Main entwickelt.
Die Buchstabenformen sind an die Formen der Textura angelehnt. Sie wurden wie andere gebrochene Grotesk-Schnitte analog zu den Prinzipien der Neuen Typographie gestaltet, die dem Zeitgeist entsprechend insbesondere die konstruierten Groteskschriften förderte („neue Sachlichkeit“).
Die Schrift wurde in den Schriftschnitten Tannenberg (1934), Tannenberg halbfett (1934), Tannenberg fett (1934), Tannenberg schmal (1933) und Tannenberg licht (1935) hergestellt. Sie ist nach der Schlacht bei Tannenberg benannt, in der zu Beginn des Ersten Weltkriegs 1914 deutsche Truppen unter Paul von Hindenburg und Erich Ludendorff den russischen Vormarsch aufgehalten hatten.

## Verwendung
Die Schriftart Tannenberg erfreute sich im NS-Regime bald großer Beliebtheit und war weit verbreitet. So wurde sie auf Behördenstempeln, in der Buch- und Zeitschriftengestaltung, der Werbung und in der Propaganda verwendet. Etwa ab 1935 bis 1941 verwendete die Deutsche Reichsbahn sie auf Bahnhofsschildern. Auf einigen Stationen der 1936 eröffneten Berliner Nordsüd-S-Bahn sind diese heute noch zu sehen.

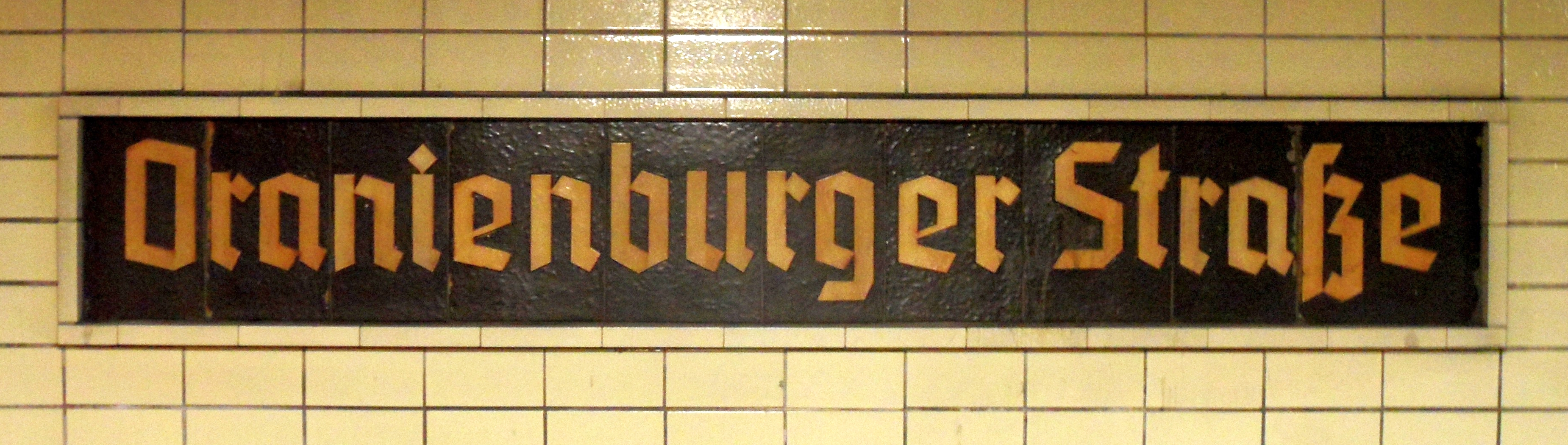
Bahnhofsschild Oranienburger Straße in Berlin von 1936

Wie alle gebrochenen Schriften wurde die Tannenberg seit dem Normalschrifterlass von 1941 kaum noch in offiziellen Dokumenten verwendet. Daran änderte sich auch nach Kriegsende 1945 nichts. Allerdings wurde noch 1946 die „Stuttgarter Erklärung“ der EKD im Verordnungs- und Nachrichtenblatt der evangelischen Kirche in Deutschland in der Schrift gesetzt.

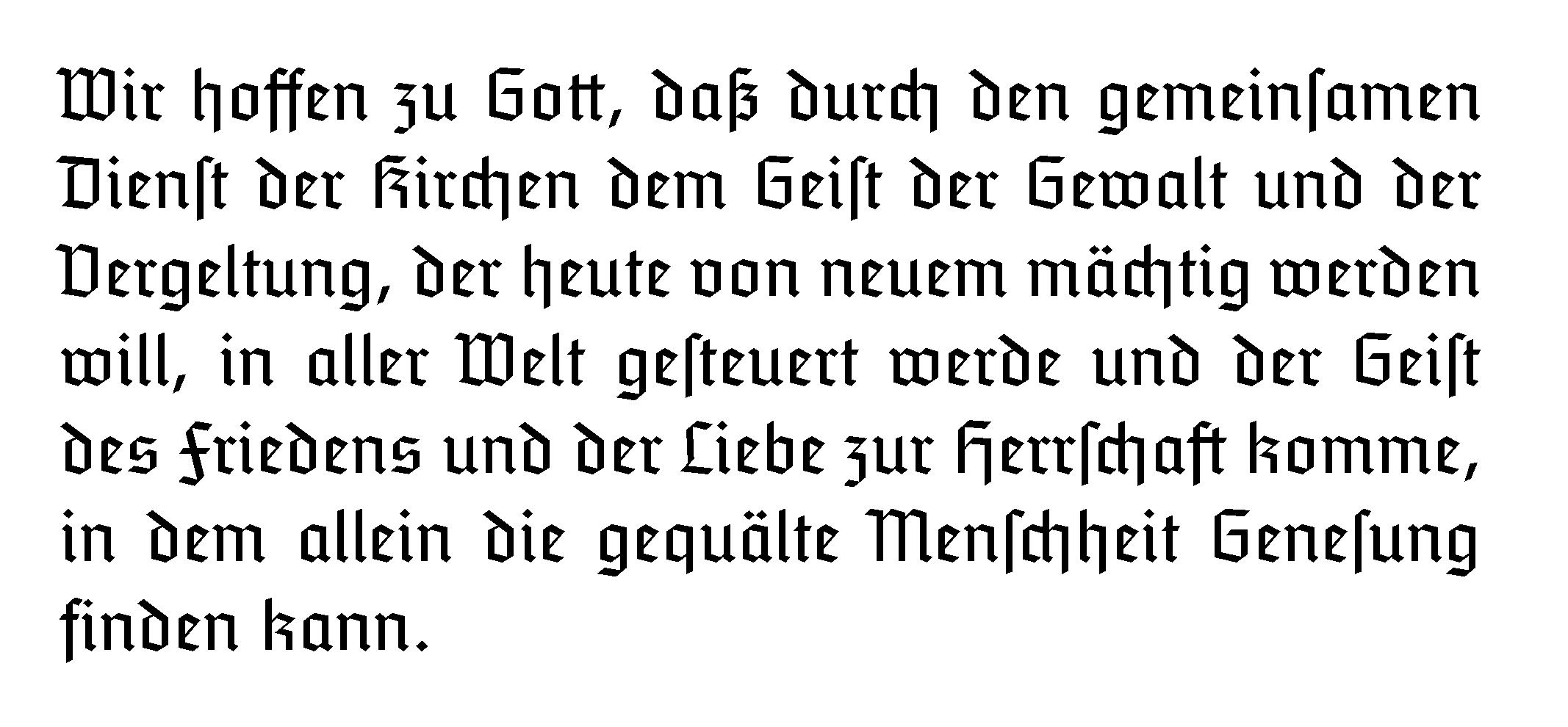
Auszug aus der Stuttgarter Schulderklärung
Verordnungs- und Nachrichtenblatt der EKD, Nr. 1 (Januar 1946)

## Zitat
„Die eigentlich, die typischen »deutschen« Schriften im Sinne der Nazis waren eher nicht die tradierten oder die neu geschaffenen Renaissance-Fraktur-Schriften; es waren vielmehr harte, pseudogotische Schriften, die mit Fraktur oder Schwabacher formal so gut wie nichts zu tun hatten. Sie verhielten sich zur sensiblen Textura wie die Grotesk zur Antiqua. Die Schriften trugen Namen wie »Tannenberg«, »National«, »Gotenburg« u.ä. Die Setzer nannten sie ironisierend »Schaftstiefelgrotesk«.“